# H. G. Griese
H. Gunnar Griese (* 1964 in Dresden) ist ein Dresdner Maler, Graphiker und Bühnenbildner. 
H. G. Griese studierte von 1987 bis 1995 an der Hochschule für Bildende Künste Dresden (HfbK). Von Anbeginn beschäftigte er sich vor allem mit klassischer Malerei und der Kunst des Comics, die er sich zuweilen begegnen lässt. Diese Art der Malerei unterzeichnete er stets mit H. G. made by Kätschap. Als Bühnenbildner trat Griese nur kurz am Staatsschauspiel Dresden 1987 mit Roland Mays Inszenierung Leb wohl Judas von Ireneusz Iredynski in Erscheinung. 
Ab Ende 1989 gehörte H. G. Griese zu der Friedrichstädter Künstlergruppe „Strand“, peripher zu der Undergroundfilmgruppe FESA (feige sau) und der Band Freunde der italienischen Oper. H. G. Griese wurde Anfang der 1990er durch Graphiken, Comics und vor allem durch das Logo des „Zwingenmannes“, für die „Freunde der italienischen Oper“ bekannt. Gleichzeitig fungierte er unter dem Pseudonym Dr. H. G. als ihr Pressesprecher und hinterließ der Medienwelt eine Vielzahl bizarrester Interviews und prägte neben seiner auch geistig konzeptionellen Arbeit für die Band, so das Bild der FDIO entscheidend mit. Der unter seiner Co-Regie mit Ray van Zeschau entstandene Film "1989" für FDIO wurde anlässlich des 25. Filmfestes Dresden in dem Independent Filmabend "Picknick am Zonenrand" im Dresdner Kino Schauburg wieder aufgeführt.
Seit 1992 ist er freischaffender Maler und Privatdozent. Seit 2006 arbeitet H. G. Griese an seinen künstlerischen Visionen und wendet sich verstärkt der figürlichen Malerei zu.
Ausstellungen führten ihn unter anderem nach Zürich (Gemeinschaftsausstellung mit A. R. Penck und Cornelia Schleime) oder der Art.fair 21 in Köln.

## Tonträger
- 2006 CD Spannung Leistung Widerstand – Magnetbanduntergrund DDR 1979-89, Freunde der italienischen Oper "Holiday" (key) Label: ZickZack Records